# Dyckia floribunda
Dyckia floribunda är en gräsväxtart som beskrevs av August Heinrich Rudolf Grisebach. Dyckia floribunda ingår i släktet Dyckia och familjen Bromeliaceae. Inga underarter finns listade i Catalogue of Life.